# Nor-Am Cup 1995
La Nor-Am Cup 1995 fu la 20ª edizione della manifestazione organizzata dalla Federazione Internazionale Sci.
La stagione maschile iniziò il 18 novembre 1994 a Breckenridge, negli Stati Uniti, e si concluse il 5 aprile 1995 a Whistler, in Canada; furono disputate 26 gare (2 discese libere, 8 supergiganti, 6 slalom giganti, 10 slalom speciali) in 11 diverse località. Lo statunitense Erik Schlopy si aggiudicò sia la classifica generale, sia quella di slalom gigante; i suoi connazionali A J Kitt e Daron Rahlves vinsero rispettivamente quella di discesa libera e di supergigante e il canadese Stanley Hayer quella di slalom speciale. Il canadese Thomas Grandi era il detentore uscente della Coppa generale.
La stagione femminile iniziò il 30 novembre 1994 a Winter Park, negli Stati Uniti, e si concluse il 5 aprile 1995 a Whistler, in Canada; furono disputate 17 gare (2 discese libere, 3 supergiganti, 6 slalom giganti, 6 slalom speciali), in 7 diverse località. La statunitense Kathleen Monahan si aggiudicò sia la classifica generale sia quella di slalom gigante; le canadesi Michelle McKendry, Kate Pace ed Edith Rozsa vinsero rispettivamente quella di discesa libera, di supergigante e di slalom speciale. La statunitense Anne-Lise Parisien era la detentrice uscente della Coppa generale.

## Uomini

### Risultati
| Data             | Località          | Nazione     | Spec. | Primo          | Secondo       | Terzo                       |
| ---------------- | ----------------- | ----------- | ----- | -------------- | ------------- | --------------------------- |
| 18 novembre 1994 | Breckenridge      | Stati Uniti | SL    | Stanley Hayer  | Jure Košir    | Andrea Zinsli               |
| 19 novembre 1994 | Breckenridge      | Stati Uniti | SL    | Stanley Hayer  | Rob Crossan   | Thomas Grandi               |
| 19 dicembre 1994 | Lake Louise       | Canada      | SG    | Daron Rahlves  | Zachary Crist | Michael Makar               |
| 20 dicembre 1994 | Lake Louise       | Canada      | SG    | Daron Rahlves  | Michael Makar | Thedy Brändli               |
| 2 gennaio 1995   | Bromont           | Canada      | SL    | Stanley Hayer  | Erik Schlopy  | Andreas Ericsson            |
| 3 gennaio 1995   | Bromont           | Canada      | SL    | Matt Grosjean  | Jesper Brugge | Éric Villiard               |
| 5 gennaio 1995   | Sugarloaf         | Stati Uniti | SG    | Patrik Järbyn  | Daron Rahlves | Erik Schlopy                |
| 5 gennaio 1995   | Sugarloaf         | Stati Uniti | SG    | Patrik Järbyn  | Erik Schlopy  | Daron Rahlves               |
| 6 gennaio 1995   | Stratton Mountain | Stati Uniti | GS    | Erik Schlopy   | Patrik Järbyn | Chad Mullen                 |
| 7 gennaio 1995   | Stratton Mountain | Stati Uniti | GS    | Patrik Järbyn  | Daron Rahlves | Erik Schlopy                |
| 9 febbraio 1995  | Whitefish         | Stati Uniti | DH    | A J Kitt       | Jason Rosener | Ed Podivinsky Brian Stemmle |
| 9 febbraio 1995  | Whitefish         | Stati Uniti | DH    | A J Kitt       | Reggie Crist  | Brian Stemmle               |
| 10 febbraio 1995 | Whitefish         | Stati Uniti | SG    | Daron Rahlves  | Zachary Crist | Casey Snyder                |
| 26 febbraio 1995 | Georgian Peaks    | Canada      | SL    | Stanley Hayer  | Casey Puckett | Rob Crossan                 |
| 27 febbraio 1995 | Georgian Peaks    | Canada      | SL    | Stanley Hayer  | Casey Puckett | Rob Crossan                 |
| 1º marzo 1995    | Vail              | Stati Uniti | GS    | Daron Rahlves  | Chris Puckett | Erik Schlopy                |
| 2 marzo 1995     | Vail              | Stati Uniti | GS    | Fredrik Nyberg | Erik Schlopy  | Daron Rahlves               |
| 3 marzo 1995     | Vail              | Stati Uniti | SL    | Stanley Hayer  | Erik Schlopy  | Rob Crossan                 |
| 4 marzo 1995     | Vail              | Stati Uniti | SL    | Stanley Hayer  | Chris Puckett | Chip Knight                 |
| 8 marzo 1995     | Aspen             | Stati Uniti | SG    | Chris Puckett  | Erik Schlopy  | Thomas Grandi               |
| 8 marzo 1995     | Aspen             | Stati Uniti | SG    | Erik Schlopy   | Thomas Grandi | Casey Snyder                |
| 31 marzo 1995    | Mount Bachelor    | Stati Uniti | GS    | Thomas Grandi  | Daron Rahlves | Erik Schlopy                |
| 1º aprile 1995   | Mount Bachelor    | Stati Uniti | SL    | Matt Grosjean  | Casey Puckett | Erik Schlopy                |
| 3 aprile 1995    | Whistler          | Canada      | GS    | Erik Schlopy   | Thomas Grandi | Daron Rahlves               |
| 4 aprile 1995    | Whistler          | Canada      | SL    | Matt Grosjean  | Erik Schlopy  | Thomas Grandi               |
| 5 aprile 1995    | Whistler          | Canada      | SG    | Brian Stemmle  | Erik Schlopy  | Michael Makar               |

Legenda:

DH = discesa libera

SG = supergigante

GS = slalom gigante

SL = slalom speciale

## Donne

### Risultati
| Data             | Località      | Nazione     | Spec. | Prima             | Seconda           | Terza                |
| ---------------- | ------------- | ----------- | ----- | ----------------- | ----------------- | -------------------- |
| 30 novembre 1994 | Winter Park   | Stati Uniti | SL    | Elfi Eder         | Ylva Nowén        | Kristina Andersson   |
| 1º dicembre 1994 | Loveland      | Stati Uniti | SL    | Elfi Eder         | Titti Rodling     | Ylva Nowén           |
| 6 dicembre 1994  | Winter Park   | Stati Uniti | GS    | Sonja Nef         | Urška Hrovat      | Ylva Nowén           |
| 7 dicembre 1994  | Winter Park   | Stati Uniti | GS    | Sonja Nef         | Urška Hrovat      | Ylva Nowén           |
| 13 dicembre 1994 | Whitefish     | Stati Uniti | DH    | Michelle McKendry | Shana Sweitzer    | Lindsey Roberts      |
| 14 dicembre 1994 | Whitefish     | Stati Uniti | DH    | Michelle McKendry | Lindsey Roberts   | Catherine E. Lussier |
| 2 gennaio 1995   | Sugarloaf     | Stati Uniti | SG    | Picabo Street     | Kate Pace         | Hilary Lindh         |
| 2 gennaio 1995   | Sugarloaf     | Stati Uniti | SG    | Hilary Lindh      | Kate Pace         | Lindsey Roberts      |
| 3 gennaio 1995   | Sugarloaf     | Stati Uniti | GS    | Kathleen Monahan  | Jennifer Collins  | Kirsten Clark        |
| 4 gennaio 1995   | Sugarloaf     | Stati Uniti | GS    | Kathleen Monahan  | Edith Rozsa       | Lindsey Roberts      |
| 6 gennaio 1995   | Mont Orford   | Canada      | SL    | Edith Rozsa       | Alexandra Krebs   | Kathleen Monahan     |
| 7 gennaio 1995   | Mont Orford   | Canada      | SL    | Edith Rozsa       | Kathleen Monahan  | Elizabeth Robinson   |
| 31 marzo 1995    | Mission Ridge | Stati Uniti | GS    | Edith Rozsa       | Lindsey Roberts   | Kazuko Ikeda         |
| 1º aprile 1995   | Mission Ridge | Stati Uniti | SL    | Edith Rozsa       | Alexandra Shaffer | Kateřina Tichý       |
| 3 aprile 1995    | Whistler      | Canada      | SL    | Edith Rozsa       | Kateřina Tichý    | Kazuko Ikeda         |
| 4 aprile 1995    | Whistler      | Canada      | GS    | Lindsey Roberts   | Kathleen Monahan  | Carrie Sheinberg     |
| 5 aprile 1995    | Whistler      | Canada      | SG    | Kate Pace         | Kathleen Monahan  | Ashley Davenport     |

Legenda:

DH = discesa libera

SG = supergigante

GS = slalom gigante

SL = slalom speciale